# Mimétisme moléculaire

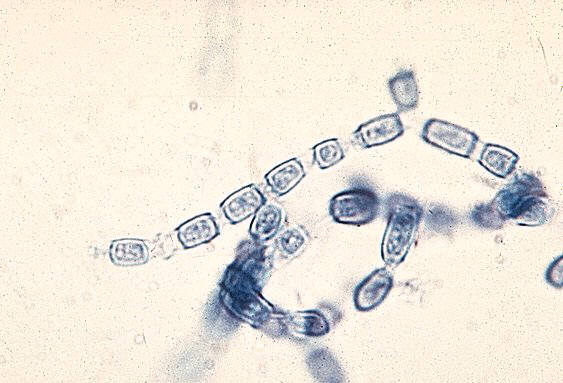
Arthroconidia de Coccidioides immitis

Le mimétisme moléculaire est une forme d'auto-immunité. Récemment découvert, il est défini comme la possibilité théorique que des séquences homologues entre des peptides étrangers et des peptides du soi (auto-peptides) suffisent à entraîner l'activation croisée de lymphocytes T ou B autoréactives par des peptides dérivés d'agents pathogènes.
Malgré la prévalence de plusieurs séquences peptidiques qui peuvent à la fois être étrangères et du soi, un seul anticorps ou TCR (récepteur des lymphocytes T) peut être activé par quelques résidus cruciaux. Ceci souligne l'importance de l'homologie structurelle dans la théorie du mimétisme moléculaire. Lors de l'activation des lymphocytes B ou T, on pense que ces lymphocytes T ou B spécifiques « imitateurs de peptides » peuvent réagir de manière croisée avec des auto-épitopes, conduisant ainsi à une pathologie tissulaire (auto-immunité).
Si les cas de mimétisme moléculaire sont normalement rares, ils ont de graves implications et expliquent l'apparition de nombreuses maladies auto-immunes humaines.
Depuis le début du XXIe siècle, l'étude des maladies auto-immunes (incapacité à reconnaître les antigènes du soi en tant que « soi »), s'est considérablement développée.
Certains les envisagent comme une perte de tolérance immunologique, c'est-à-dire comme la perte de la capacité à faire la distinction entre le soi et le non-soi, mais d'autres pensent que de nombreuses maladies auto-immunes sont dues à des mutations de gènes régissant la mort cellulaire programmée, ou sont induits par des substances de notre environnement qui blessent des tissus cibles, y provoquant une libération de signaux d'alarme immunostimulants,. Au moins en partie en raison des progrès de la connaissance dans ce domaine, le diagnostic de maladies auto-immunes s'est fait plus fréquent : elles affectent environ une personne sur 31 dans la population générale ; et ces maladies sont mieux caractérisées, étudiées et traitées.
Le mécanisme par lequel les agents pathogènes ont évolué, ou obtenu par hasard, des séquences d'acides aminés similaires ou la structure cristalline tridimensionnelle homologue d'épitopes immunodominants reste inconnu.
Le mimétisme moléculaire permet à certains pathogènes de coloniser leur hôte en utilisant ses mécanismes de réplication (Via et al. 2015). Certaines séquences protéiques dites Short Linear Motifs (ou SLiMs) facilitent l'apparition d’interactions protéiques (ex. : liaison de ligands), y compris transitoirement. Les SLiMs sont conservés et situés dans les régions désordonnées des protéines. Ils interagissent avec des domaines de protéines globulaires avec une faible affinité. Les pathogènes (virus, bactéries ou eucaryotes) et en particulier ceux qui ont une plasticité génétique élevée, peuvent par conséquent interagir avec les voies de signalisation de l’hôte. Ainsi, une caractérisation du catalogue de gènes/protéines du pathogène avec un fort potentiel de mimétisme moléculaire peut être avantageuse pour l'analyse des réseaux d'interactions inter-espèces et peut aider à comprendre comment le mimétisme de ces protéines perturbe les réseaux de l’hôte et plus particulièrement comment il atténue la réponse immunitaire. Souiai O, Benkahla A et Brun C (2015) « P98 : Mécanisme de mimétisme chez les pathogènes - ProQuest » : 75., (lire en ligne, consulté le 27 mai 2022).

## Tolérance immunologique
Cette tolérance est une propriété fondamentale du système immunitaire. Elle implique une non-auto-discrimination qui est la capacité du système immunitaire normal à reconnaître et à répondre aux antigènes étrangers, mais pas aux antigènes du soi. L'auto-immunité est évoquée quand cette tolérance à l'antigène du soi semble rompue. La tolérance chez un individu permet au corps de la mère d'accepter le fœtus. Ceci est connu sous le nom de tolérance materno-fœtale où les cellules B exprimant des récepteurs spécifiques pour un antigène particulier entrent dans la circulation du fœtus en développement via le placenta.
Une fois que les cellules pré-B quittent la zone de la moelle osseuse où elles sont synthétisées, elles sont déplacées vers la zone de la moelle osseuse où se produit la maturation des cellules B. C'est ici que surgit la première vague de tolérance des lymphocytes B. Dans la moelle osseuse, les cellules pré-B rencontreront divers antigènes du soi et étrangers présents dans le thymus (antigènes introduits dans le thymus à partir de sites périphériques via le système circulatoire). Dans le thymus, les cellules pré-T subissent un processus de sélection. Ceux des lymphocytes B qui se lient avec une faible avidité aux récepteurs du CMH du soi sont sélectionnés positivement pour la maturation, les autres meurent (par apoptose). Les cellules qui survivent à la sélection positive, mais se lient fortement aux auto-antigènes sont aussi sélectionnées négativement (par induction active de l'apoptose). Cette sélection négative est connue sous le nom de délétion clonale, l'un des mécanismes de tolérance des lymphocytes B. Environ 99 % des cellules pré-B du thymus sont sélectionnées négativement. Seulement environ 1 % sont positivement sélectionnés pour leur maturité.
Cependant, le répertoire d'antigènes que les cellules T peuvent rencontrer dans le thymus est limité. La tolérance des lymphocytes T doit alors se constituer dans la périphérie, après l'induction de la tolérance des lymphocytes T dans le thymus, car un groupe plus diversifié d'antigènes peut être rencontré dans les tissus périphériques. Ce même mécanisme de sélection positive et négative se déroule dans les tissus périphériques, où il est dénommé anergie clonale. Cette anergie clonale est permet de maintenir la tolérance à de nombreux antigènes autologues.
Un autre mécanisme connu de tolérance des lymphocytes T est appelé « suppression active » : l'injection de grandes quantités d'antigène étranger — en l'absence d'adjuvant — conduit à un état d'absence de réponse immune. Cet état d'insensibilité immunologique peut ensuite être transféré à un receveur naïf à partir du donneur injecté, pour induire un état de tolérance chez le receveur.
La tolérance se produit aussi dans les cellules B, via divers processus. Tout comme dans les lymphocytes T, la délétion clonale et l'anergie clonale peuvent éliminer physiquement les clones de lymphocytes B autoréactifs. L'édition des récepteurs est un autre mécanisme de tolérance des lymphocytes B (mécanisme impliquant la réactivation ou le maintien de la recombinaison V(D)J dans la cellule, ce qui conduit à l'expression d'une nouvelle spécificité de récepteur par le biais de réarrangements de gènes de la région V qui créeront une variation dans les chaînes lourdes et légères d'immunoglobuline (Ig).

## Auto-immunité
Elle peut être définie simplement comme des exceptions aux « règles » de tolérance. Ce faisant, une réponse immunitaire est générée contre les tissus et les cellules du soi. Ces mécanismes sont connus par beaucoup comme étant intrinsèques. Cependant, il existe des mécanismes pathogènes pour la génération de maladies auto-immunes. Les agents pathogènes peuvent induire une auto-immunité par activation polyclonale des lymphocytes B ou T, ou par une expression accrue des molécules du complexe majeur d'histocompatibilité (CMH) de classe I ou II. Un agent pathogène peut provoquer une réponse auto-immune de plusieurs manières. Un agent pathogène peut contenir une protéine qui agit comme un mitogène pour favoriser la division cellulaire, provoquant ainsi la production de plus de clones de cellules B ou T. De même, une protéine pathogène peut agir comme un superantigène qui provoque une activation polyclonale rapide des cellules B ou T. Les agents pathogènes peuvent également provoquer la libération de cytokines entraînant l'activation des cellules B ou T, ou ils peuvent altérer la fonction des macrophages. Enfin, les agents pathogènes peuvent également exposer les cellules B ou T à des déterminants cryptiques, qui sont des déterminants auto-antigènes qui n'ont pas été traités et présentés suffisamment pour tolérer les cellules T en développement dans le thymus et qui sont présentés à la périphérie où l'infection se produit.
Le mimétisme moléculaire n'a été découvert que dans les années 1970, comme un autre mécanisme par lequel un agent pathogène peut générer une auto-immunité. Il est défini comme des structures similaires partagées par des molécules de gènes dissemblables ou par leurs produits protéiques. Soit la séquence linéaire d'acides aminés, soit l'ajustement conformationnel de l'épitope immunodominant peut être partagé entre l'agent pathogène et l'hôte. Ceci est aussi dénommée « réactivité croisée » entre l'antigène du soi de l'hôte et les épitopes immunodominants de l'agent pathogène. La réponse générée contre l'épitope est alors auto-immune ; à cause d'une similarité de séquence homologue dans l'épitope entre l'agent pathogène et l'hôte, les cellules et les tissus de l'hôte associés à la protéine sont détruits à la suite de la réponse auto-immune.

## Probabilité d'événements de mimétisme
La condition préalable pour qu'un mimétisme moléculaire puisse advenir est le partage de l'épitope immunodominant entre l'agent pathogène et l'auto-séquence immunodominante qui est générée par une cellule ou un tissu.
Cependant, en termes de probabilité, en raison de la variation des acides aminés entre les différentes protéines, le mimétisme moléculaire ne devrait pas se produire. En supposant que cinq à six résidus d'acides aminés sont utilisés pour induire une réponse d'anticorps monoclonal, la probabilité que 20 acides aminés se produisent dans six résidus identiques entre deux protéines est de 1 sur 20 6 ou 1 sur 64 000 000. Cependant, il y a des preuves démontrées et documentées de nombreux événements de mimétisme moléculaire.
Pour déterminer quels épitopes sont partagés entre l'agent pathogène et le « soi », de grandes bases de données de protéines sont utilisées. La plus grande est la base de données UniProt (anciennement SwissProt). Plus cette base a augmenté, plus les rapports de cas de mimétisme moléculaire sont devenus courants. La base de données contient actuellement 1,5 × 10 7 résidus d'acides aminés chargés. La probabilité de trouver une correspondance parfaite avec un motif de 5 acides aminés de longueur est de 1 sur 3,7 × 10 -7 (0,055). Par conséquent, dans la base de données SwissProt, on s'attendrait à trouver 1,5 × 10 7 × 3,7 × 10 −7 = 5 correspondances. Cependant, certains motifs de séquence dans la base de données sont surreprésentés et se retrouvent plus de cinq fois. Par exemple, la séquence QKRAA est un motif d'acides aminés dans la troisième région hypervariable de HLA-DRB1*0401. Ce motif est également exprimé sur de nombreuses autres protéines, comme sur gp110 du virus d'Epstein-Barr et dans Escherichia coli. Ce motif apparaît 37 fois dans la base de données. Ceci suggère que la séquence linéaire d'acides aminés pourrait ne pas être une cause sous-jacente du mimétisme moléculaire puisqu'elle peut être trouvée de nombreuses fois dans la base de données. Il existe donc une possibilité de variabilité au sein de la séquence d'acides aminés, mais la similarité dans la structure tridimensionnelle entre deux peptides peut être reconnue par les clones de lymphocytes T.
Ces grandes bases de données ont un défaut : elles peuvent donner des informations sur les relations entre épitopes, mais la structure tridimensionnelle (importante) ne peut pas encore y être recherchée.

## Mimétisme structural
Des études structurales ont révélé que même en l'absence de similitude évidente entre les séquence d'acides aminés des agents pathogènes et celles des hôtes, le mimétisme peut toujours se produire au niveau de l'hôte. Parfois des similitudes pathogéniques peuvent avoir une architecture structurale différant nettement de celle des homologues fonctionnels.
Des protéines de séquences non-similaires peuvent donc avoir une structure commune déclenchant une réponse auto-immune.
Une hypothèse est que ces protéines virulentes affichent leur mimétisme via des surfaces moléculaires imitant les surfaces des protéines hôtes (pli protéique ou conformation tridimensionnelle), qui ont été obtenues par évolution convergente.
Une autre hypothèse est que ces plis protéiques similaires ont été obtenus par transfert horizontal de gènes, très probablement à partir d'un hôte eucaryote. Cela soutient davantage la théorie selon laquelle les organismes microbiens ont développé un mécanisme de dissimulation similaire à celui d'organismes supérieurs tels que la mante religieuse africaine ou le caméléon qui se camouflent en imitant leur arrière-plan, ce qui leur permet de ne pas être repérés ni reconnus par les autres.
Malgré une séquence homologue différente entre le soi et le peptide étranger, de faibles interactions électrostatiques entre le peptide étranger et le CMH peuvent également imiter le peptide du « soi » pour déclencher une réponse auto-immune chez l'hôte.
Ainsi les résidus chargés peuvent expliquer le taux d'activation amélioré et le taux de désactivation réduit d'un antigène particulier ou peuvent contribuer à une affinité et une activité plus élevées pour un antigène particulier qui peut peut-être imite celui de l'hôte.
De même, des crêtes proéminentes sur le sol des rainures de liaison aux peptides peuvent faire des choses telles que créer des renflements C-terminaux dans des peptides particuliers qui peuvent augmenter considérablement l'interaction entre le peptide étranger et le soi sur le CMH.
Il est en outre prouvé que même des caractéristiques grossières telles que des interactions acide/basique et hydrophobe/hydrophile ont permis à des peptides étrangers d'interagir avec un anticorps ou le CMH et le TCR.
Il est maintenant évident que les considérations de similarité de séquence ne sont pas suffisantes lors de l'évaluation des épitopes mimiques potentiels et des mécanismes sous-jacents du mimétisme moléculaire. Le mimétisme moléculaire, à partir de ces exemples, s'est donc avéré se produire en l'absence de toute véritable homologie de séquence.
On a de plus en plus de preuves d'événements de mimétisme moléculaire, causés non seulement par des similitudes d'acides aminés, mais aussi par des similitudes dans les motifs de liaison au CMH. Un mimétisme moléculaire se produit ainsi entre deux peptides reconnus qui ont des surfaces antigéniques similaires en l'absence d'homologie de séquence primaire. Par exemple, des résidus d'acides aminés uniques spécifiques tels que la cystéine (qui crée des liaisons di-sulfure), l'arginine ou la lysine (qui forment plusieurs liaisons hydrogène), pourraient être essentiels pour la réactivité croisée des lymphocytes T. Ces résidus uniques peuvent être les seuls résidus conservés entre l'antigène du soi et l'antigène étranger qui permettent aux peptides structurellement similaires mais de séquence non spécifique de se lier au CMH.

## Propagation d'épitopes
La propagation d'épitopes (aussi connue sous le nom de propagation de déterminants), est une autre source fréquente d'auto-immunité basée sur le mécanisme de mimétisme moléculaire.
Les lymphocytes T autoréactifs sont activés de novo par des épitopes du soi libérés à la suite de dommages de proximité induits par des lymphocytes T spécifiques à un pathogène. Les réponses des lymphocytes T à des épitopes progressivement moins dominants sont activées en conséquence de la libération d'autres antigènes secondaires à la destruction de l'agent pathogène avec une séquence immunodominante homologue. Ainsi, les réponses inflammatoires induites par des agents pathogènes spécifiques qui déclenchent des réponses pro-inflammatoires Th 1 ont la capacité de persister chez des hôtes génétiquement susceptibles. Ceci peut conduire à une maladie auto-immune spécifique à un organe.
Inversement, la propagation de l'épitope pourrait être due au fait que les antigènes cibles sont physiquement liés de manière intracellulaire en tant que membres d'un complexe à l'auto-antigène. Le résultat est une réponse auto-immune qui est déclenchée par un antigène exogène qui évolue vers une réponse véritablement auto-immune contre l'antigène du soi imité et d'autres antigènes. À partir de ces exemples, il est clair que la recherche d'épitopes mimiques candidats doit s'étendre au-delà des épitopes immunodominants d'une réponse auto-immune donnée.

## Implications dans la pathologie

### Maladies du système nerveux central
Le virus de l'immunodéficience humaine (VIH-1) provoque des maladies du système nerveux central (SNC) chez l'homme via un processus de mimétisme moléculaire. La gp41 du VIH-1 lie les chimiokines à la surface cellulaire de l'hôte, ce qui permet au virion de pénétrer dans les cellules de l'hôte. Les astrocytes sont des cellules du SNC qui servent à réguler les concentrations de K + et de neurotransmetteur qui pénètrent dans le liquide céphalo-rachidien (LCR) pour contribuer à la barrière hémato-encéphalique. Une séquence de douze acides aminés (Leu-Gly-Ile-Trp-Gly-Cys-Ser-Gly-Lys-Leu-Ile-Cys) sur la gp41 du virus VIH-1 (région immunodominante) montre une homologie de séquence avec une séquence de douze acides aminés protéine à la surface des astrocytes humains. Des anticorps sont produits pour la protéine gp41 du VIH-1. Ces anticorps peuvent réagir de manière croisée avec les astrocytes dans le tissu du SNC humain et agir comme des auto- anticorps. Cela contribue à de nombreuses complications affectant le système nerveux central chez les victimes du SIDA.
Le virus de l'encéphalomyélite murine de Theiler (TMEV) conduit au développement chez la souris d'une réponse progressive médiée par les lymphocytes T CD4 + après que ces cellules aient infiltré le SNC. Ce virus provoque une maladie du SNC chez la souris qui ressemble à la sclérose en plaques, une maladie auto-immune humaine qui détruit progressivement la gaine de myéline qui protège les axones du SNC. Le virus de la souris TMEV partage une séquence de treize acides aminés (His-Cys-Leu-Gly-Lys-Trp-Leu-Gly-His-Pro-Asp-Lys-Phe) (PLP (protéine protéolipidique) épitope 139-151) avec celle d'un épitope spécifique de la myéline humaine. Les dommages à la myéline de proximité sont causés par des cellules Th 1 spécifiques du virus qui réagissent de manière croisée avec cet épitope du soi. Pour tester l'efficacité avec laquelle le TMEV utilise le mimétisme moléculaire à son avantage, une séquence de l'épitope spécifique de la myéline humaine a été insérée dans un variant non pathogène du TMEV. En conséquence, il y a eu une réponse des lymphocytes T CD4 + et une démyélinisation auto-immune a été initiée par infection avec un ligand peptidique TMEV.
Chez l'homme, d'autres cibles ont été découvertes pour le mimétisme moléculaire chez les patients atteints de sclérose en plaques ; le virus de l'hépatite B mime la protéine protéolipidique humaine (protéine de la myéline) ; le virus d'Epstein-Barr mime la glycoprotéine oligodendrocyte anti-myéline (qui contribue à l'anneau de myéline entourant les vaisseaux sanguins)  ou la protéine d'adhérence des cellules gliales (GlialCAM) trouvé dans le SNC.

### Atteintes musculaires
La myasthénie grave est une autre maladie auto-immune courante (qui provoque une faiblesse musculaire fluctuante et de la fatigue). La maladie survient en raison d'anticorps détectables produits contre le récepteur humain de l'acétylcholine. Le récepteur contient une séquence de sept acides aminés (Trp-Thr-Tyr-Asp-Gly-Thr-Lys)  dans la sous-unité α qui démontre une réactivité croisée immunologique avec un domaine immunodominant partagé de gpD du virus de l'herpès simplex (VHS). Semblable au VIH-1, la gpD l'aide aussi à se lier aux chimiokines à la surface cellulaire de l'hôte pour pénétrer dans l'hôte. La réactivité croisée de l'épitope du soi (sous-unité α du récepteur) avec des anticorps produits contre le HSV suggère que le virus est associé à l'initiation de la myasthénie grave. Non seulement le HSV provoque une réactivité immunologique croisée, mais le peptide gpD inhibe aussi de manière compétitive la liaison de l'anticorps dirigé contre la sous-unité a à son peptide correspondant sur la sous-unité a. Malgré cela, une réponse auto-immune se produit toujours. Cela montre en outre une homologie de séquence immunologiquement significative avec le site biologiquement actif du récepteur humain de l'acétylcholine.

## Contrôle
Il existe des moyens d'éviter l'auto-immunité causée par le mimétisme moléculaire.
Le contrôle du facteur initiateur (agent pathogène) par la vaccination semble être la méthode la plus courante pour éviter l'auto-immunité. Induire une tolérance à l'auto-antigène de l'hôte de cette manière peut également être le facteur le plus stable. Le développement d'une réponse immunitaire négative à l'épitope partagé entre l'agent pathogène et l'hôte peut être le meilleur moyen de traiter une maladie auto-immune causée par le mimétisme moléculaire.
Alternativement, un traitement avec des médicaments immunosuppresseurs tels que la ciclosporine et l'azathioprine a aussi été utilisé. Mais il est souvent inefficace car les cellules et les tissus ont déjà été détruits au début de l'infection.

## Conclusion
Le mimétisme moléculaire est un concept qui aide à comprendre l'étiologie, la pathogenèse, le traitement et la prévention des maladies auto-immunes.
Il n'est cependant qu'un des mécanismes par lesquels une maladie auto-immune peut survenir en association avec un agent pathogène.
Mieux le comprendre pourrait orienter les recherches futures vers la découverte de l'agent infectieux initiateur et vers la reconnaissance de l'autodéterminant. Des stratégies de traitement et de prévention des maladies auto-immunes pourraient en découler. L'utilisation de modèles transgéniques tels que ceux utilisés pour la découverte des événements de mimétisme conduisant à des maladies du SNC et des troubles musculaires a permis d'évaluer la séquence d'événements conduisant au mimétisme moléculaire.

## Termes connexes
- Mimétisme apoptotique viral, défini par l'exposition de la phosphatidylsérine (un marqueur de l'apoptose) à la surface de l'agent pathogène - dans le cas de l'apoptose, la surface des cellules mortes qui est utilisée pour obtenir un accès viral à l'intérieur des cellules immunitaires.